# Hormius macroculatus
Hormius macroculatus är en stekelart som beskrevs av Sergey A. Belokobylskij 1989. Hormius macroculatus ingår i släktet Hormius och familjen bracksteklar. Inga underarter finns listade i Catalogue of Life.